# Statická určitost
Statická určitost, neurčitost a přeurčitost jsou pojmy z oboru statiky, zejména statiky stavebních konstrukcí. Určitost nebo stupeň statické neurčitosti či přeurčitosti konstrukce vyjadřují vztah mezi počtem vnitřních a vnějších stupňů volnosti konstrukce v a počtem vazeb rušících stupně volnosti, neboli počtem složek reakcí a. Konstrukce je staticky určitá, pokud platí rovnost {\displaystyle v=a}, tedy když počet stupňů volnosti přesně odpovídá počtu vazeb a navíc je determinant příslušné soustavy lineárních rovnic různý od nuly,{\displaystyle D\neq 0}. Podmínka pro determinant znamená, že pro neznámé síly a momenty musíme dostat jednoznačné a konečné hodnoty, vylučující výjimkové případy uspořádání konstrukce, tedy vznik mechanismu. Se statickou určitostí souvisí tvarová neboli kinematická určitost konstrukce a rovnici statické určitosti lze považovat také za rovnici kinematické určitosti.

Příklad 1x staticky neurčitého nosníku. Odebráním střední podpory, tedy reakce Vb, bychom získali staticky určitý prostý nosník. Naproti tomu, pokud bychom levou podporu nahradili posuvnou, bude konstrukce staticky určitá, ale stane se mechanismem, protože bude nestabilní v horizontálním směru.

## Staticky neurčitá konstrukce
Pokud je u konstrukce větší počet neznámých složek reakcí vazeb než je počet rovnic rovnováhy, platí nerovnost {\displaystyle v<a}, pak se jedná o staticky neurčitou konstrukci. I v tomto případě platí, že determinant ze součinitelů neznámých sil musí být různý od nuly{\displaystyle D\neq 0}. Z hlediska kinematické určitosti se jedná o konstrukci kinematicky přeurčitou. Takovou konstrukci nelze řešit pouze s využitím statických podmínek rovnováhy, ale je třeba využít i podmínky deformační. Statickou neurčitost (neboli stupeň statické neurčitosti) např. rovinné prutové soustavy lze snížit či zcela odstranit vložením vnitřních kloubů do konstrukce. Přibude další statická podmínka rovnováhy, a to, že ohybový moment v tomto kloubu je roven nule. O tuto podmínku, tedy o jeden stupeň tak klesne statická neurčitost konstrukce. Toho se využívá například u Gerberových nosníků, používaných v poddolovaném území.
Mezi zvláštní staticky neurčité úlohy patří také nosníky na pružném podkladu.

## Staticky přeurčitá konstrukce
V případě, že je u konstrukce menší počet neznámých složek reakcí vazeb než je počet rovnic rovnováhy, platí nerovnost {\displaystyle v>a}, jedná se o staticky přeurčitou konstrukci. Tak lze označit konstrukci i v případě, že determinant soustavy neznámých sil se rovná nule{\displaystyle D=0}. Z hlediska kinematické určitosti se jedná o konstrukci kinematicky neurčitou. Takový případ nelze pro stavební praxi použít, protože vazbami nejsou vyrušeny všechny stupně volnosti a konstrukce může být v rovnováze pouze při zvláštních způsobech zatížení.

## Doplňující poznámky k teorii 1. řádu a teorii 2. řádu
Výše uvedené definice platí přesně pro základní jednoduchou a běžnou statickou teorii 1. řádu, kdy se při výpočtu reakcí vazeb neuvažují možné deformace soustavy, tj. při výpočtu reakcí se soustava chápe jako tuhé těleso.
V případě, že se aplikuje přesnější a složitější teorie 2. řádu, což není vždy nezbytně nutné, pak se při výpočtu reakcí vazeb uvažuje určitý stupeň deformace soustavy, tj. při výpočtu reakcí se soustava chápe jako deformovatelné těleso. I když je úloha staticky určitá, pak pro výpočet reakcí ve vazbách je vždy nutné přidat další rovnici, která se stanovuje z deformační (okrajové) podmínky.